# Бутырин, Сергей Иванович
Сергей Иванович Бутырин (8 января 1912, с.  Лукино, Симбирская губерния Российская империя — 1996, Кумертау, Башкортостан,  Россия) — советский хозяйственный деятель, горный инженер, заслуженный строитель РСФСР,   участник Великой Отечественной войны,  за время которой дважды, за разные подвиги, представлялся к званию Героя Советского Союза.

## Биография
Родился 8 января 1912 года в ныне несуществующем селе Лукино находившемся на территории нынешнего Спешнёвского сельского поселения Майнского района Ульяновской области в крестьянской семье. Русский.
В 1917 году после смерти родителей  остался сиротой и  находился на иждивении деда. В 1924 году был принят в школу-интернат им. К. Маркова в городе Ульяновске, окончил там школу II ступени и работал учителем, а затем заведующим школой в Средне-Волжском крае. В 1934 году поступил в Свердловский горный институт, окончив его, с 1940 года  работал  в тресте "Коркиншахтострой" на строительстве Батуринского угольного разреза (Челябинская область) горным мастером, а затем начальником горных работ.

### Великая Отечественная война
23 июня 1941 года Еткульским РВК Челябинской области призван в РККА и направлен в 98-ю стрелковую дивизию на Северо-Западный фронт. 13 августа 1941 года был ранен и отправлен в госпиталь. После излечения в начале 1942 года был направлен командиром взвода в 1193-й стрелковый полк 360-й стрелковой дивизии на Калининский фронт, в этом  полку прошел путь от командира взвода до  командира стрелкового батальона, в мае 1942 года вступил в ВКП(б), а за боевые отличия в боях был награжден орденом Александра Невского, однако получить этот орден не успел, так как в конце декабря 1942 года был тяжело ранен и отправлен в тыловой госпиталь.
После выздоровления весной 1943 года получил назначение в 30-й Уральский добровольческий танковый корпус на должность командира 1-го минометного дивизиона 299-го минометного полка. В этой должности принимал участие в  Орловской и Брянской наступательных операциях. За эти бои полк получил гвардейское звание, а  гвардии капитан Бутырин был награжден  орденом Отечественной войны 2-й степени.
В 1944 году  командир минометного дивизиона, а затем заместитель 299-го гвардейского минометного полка Бутырин  в его составе принял участие в   Проскуровско-Черновицкой, Львовско-Сандомирской наступательных операциях, за боевые отличия в них был награжден двумя орденами Красного Знамени и вторым (что было большой редкостью) орденом Александра Невского.
В 1945 году  зам. командира полка гвардии майор Бутырин вместе с полком принимает участие в Сандомирско-Силезской, Нижне-Силезской, Верхне-Силезской, Берлинской и Пражской наступательных операциях.  За проявленные в этих боях мужество и героизм дважды: 27 января 1945 года и 14 мая 1945 года   представляется к присвоению звания Героя Советского Союза, однако  по данным представлениям награжден третьим и четвертым орденом Красного Знамени. За годы войны был четырежды ранен, из них три раза тяжело.

### Послевоенное время
После войны продолжил службу в полку на прежней должности. В начале  1946 года гвардии подполковник Бутырин назначен  командиром 299-го гвардейского миномётного Тарнопольского орденов Суворова, Кутузова, Богдана Хмельницкого, Александра Невского и Красной Звезды полка. В 1947 году как специалист народного хозяйства демобилизован  из армии, но был оставлен в Германии и направлен главным  инженером комбината «Пфеннерхаль», где вскоре становится его директором.
В 1949 году Министерством  угольной промышленности СССР был отозван из Германии и направлен в Башкирию в «Башуглеразрезстрой» главным инженером Ермолаевского шахтостроительного управления. В 1952 году направлен на учебу в Академию угольной промышленности СССР (Москва). В 1954 году окончив с отличием академию назначается управляющим трестом «Башуглеразрезстрой» переименованным позже в  «Кумертаустрой» обеспечивающим  строительство и обустройство Кумертауского угольного разреза («Угольная гора»). В течение 15-ти лет находясь на должности управляющего комбинатом  избирался членом бюро Кумертауского горкома КПСС и депутатом Кумертауского горсовета. За трудовые заслуги был награжден орденами Трудового Красного Знамени,  «Знак Почёта», многими другими государственными, ведомственными и общественными наградами.
С 1971 года — персональный пенсионер республиканского значения.  В 1972—1987 годах преподаватель Кумертауского горномеханического техникума.

## Награды
- орден Красного Знамени (14.05.1944) изначально был представлен к ордену Ленина[7]
- орден Красного Знамени (26.06.1944)[8]
- орден Красного Знамени (13.04.1945) изначально был представлен к званию Герой Советского Союза[9]
- орден Красного Знамени (29.05.1945) изначально был представлен к званию Герой Советского Союза[10]
- орден Александра Невского (25.01.1943) изначально был представлен к ордену Красной Звезды[11]
- орден Александра Невского (14.09.1944)[12]
- орден Отечественной войны I степени (06.04.1985)[13]
- орден Отечественной войны II степени (25.09.1943)[10]
- орден Трудового Красного Знамени
- орден «Знак Почёта»
  - медали, в том числе:
  - «За оборону Москвы»
  - «За Победу над Германией в Великой Отечественной войне 1941—1945 гг.» (03.08.1945)[14]
  - «За взятие Берлина» (18.10.1945)[15]
  - «За освобождение Праги» (1946)
  - «Ветеран труда» (1974)
- знак «Шахтёрская слава» I и II степени

почетные звания
- Заслуженный строитель РСФСР
- Заслуженный строитель Башкирской АССР

зарубежные награды
- медаль «За Одру, Нису и Балтику» (ПНР)

## Память
- На здании треста «Кумертаустрой» в городе Кумертау . На этом здании  установлена мемориальная доска в честь бесстрашного воина и заслуженного строителя России и Башкирии Сергея Ивановича Бутырина[16].